# Григорьев, Николай Борисович
Никола́й Бори́сович Григо́рьев (род. 23 сентября 1954, Новое Тойдеряково, Чувашская АССР) — советский легкоатлет, специалист по бегу на длинные дистанции, кроссу и марафону. Выступал на всесоюзном уровне в 1970-х и 1980-х годах, чемпион СССР, победитель первенств всесоюзного и всероссийского значения. Мастер спорта СССР международного класса. Представлял Чебоксары и спортивное общество «Буревестник». Тренер по лёгкой атлетике, преподаватель ЧГПУ.

## Биография
Николай Григорьев родился 23 сентября 1954 года в деревне Новое Тойдеряково Яльчикского района Чувашской АССР. Занимался лёгкой атлетикой в Чебоксарах, выступал за добровольное спортивное общество «Буревестник». Окончил факультет физического воспитания Чувашского государственного педагогического института им. И. Я. Яковлева (1979).
Впервые заявил о себе на всесоюзном уровне в сезоне 1977 года, когда на чемпионате СССР в Москве занял шестое место в беге на 10 000 метров.
В 1979 году выиграл бронзовую медаль в дисциплине 8 км на чемпионате СССР по кроссу в Ессентуках. В беге на 5000 метров финишировал восьмым на Кубке Правды в Сочи, установив при этом свой личный рекорд в данной дисциплине — 13:35.20. Принимал участие в чемпионате страны в рамках VII летней Спартакиады народов СССР в Москве, где на дистанции 10 000 метров показал 19-й результат. Также в этом сезоне с личным рекордом 8:40.9 одержал победу в беге на 3000 метров с препятствиями на всесоюзном старте в Донецке.
В 1980 году взял бронзу в дисциплине 8 км на чемпионате СССР по кроссу в Кисловодске, тогда как на соревнованиях в Сочи установил личный рекорд в беге на 10 000 метров — 28:16.50.
В 1981 году в дисциплине 10 000 метров стал шестым на соревнованиях в Сочи и третьим на Мемориале братьев Знаменских в Ленинграде.
В 1982 году в беге на 5000 метров финишировал восьмым на Мемориале Знаменских в Москве и на Мемориале Владимира Куца в Подольске, в беге на 10 000 метров превзошёл всех соперников на соревнованиях в Тольятти.
В 1983 году получил серебро в дисциплине 14 км на чемпионате СССР по кроссу в Кисловодске и победил в дисциплине 12 км на чемпионате СССР по кроссу, прошедшем в рамках финала XXII Всесоюзного кросса на призы газеты «Правда» в Таллине.
В 1984 году с результатом 2:15:33 стал восьмым на чемпионате СССР по марафону в Баку.
В 1985 году закрыл десятку сильнейших на чемпионате СССР по марафону в Могилёве, установив при этом свой личный рекорд — 2:14:32.
За выдающиеся спортивные достижения удостоен почётного звания «Мастер спорта СССР международного класса».
После завершения спортивной карьеры работал тренером-преподавателем в Чебоксарской школе высшего спортивного мастерства им. А. Игнатьева. Заслуженный тренер Чувашской Республики (1996). С 2007 года преподавал в Чувашском государственном педагогическом университете: старший преподаватель, с 2008 года — доцент кафедры физического воспитания.